# اینورنس (کلرادو)
اینورنس (به انگلیسی: Inverness) یک منطقهٔ مسکونی در ایالات متحده آمریکا است که در کلرادو واقع شده‌است. اینورنس ۲٫۸۹۳ کیلومتر مربع مساحت و ۱٬۵۳۲ نفر جمعیت دارد و ۱٬۷۵۷ متر بالاتر از سطح دریا واقع شده‌است.